# Asamangulia tuberculosus
Asamangulia tuberculosus es un coleóptero de la familia Chrysomelidae.
Fue descrita científicamente por primera vez en 1861 por Motschulsky.